# Barghuis (Het Hogeland)
Barghuis of Berghuis is een voormalig kloostervoorwerk, tegenwoordig een omgracht erf met een (vermoedelijke) stinswier tussen Onderdendam en Stitswerd in het centrale deel van de Menkeweersterpolder in de gemeente Het Hogeland in de Nederlandse provincie Groningen. Hij behoorde vanouds tot het kerspel Kantens. Het erf is alleen te bereiken via de oprit van boerderij De Delthe (Stitswerderweg 32; maar in feite een zijweg van de Warffumerweg), die bereikbaar is via een oprit vanaf de Warffumerweg, op de plek waar de Delthe aftakt van het Warffumermaar.
Binnen de grachten stond een voorwerk van het klooster Juliana (uit Rottum) of klooster Germania (uit Thesinge). In een oorkonde van 1503 wordt het wisselend aangeduid als Berrichhuijs, Berchuijs en Barchuijs. De naam Barghus komt al rond het jaar 1000 voor in de goederenregisters van de Abdij van Werden. Vermoedelijk vormde het ook toen al een hof of voorwerk: de registers vermelden dat de omwonenden samen 214 dagen moesten meehelpen en 72 jukken ploegen,
Na de reductie werd de boerderij een provincieplaats. De administratie van de provincie vermeldt Barckhuis in 1632 met 45 grazen land als voormalig bezit van het Julianaklooster. In 1769 verkocht de provincie het bezit aan een particulier. Rond 1870 werd een nieuwe boerderij gebouwd aan de Stitswerderweg 30 en werd de oude boerderij afgebroken. De notweg (de Netweg) die langs het erf liep naar de Stitswerderweg werd in de jaren 1950 of begin jaren 1960 weggehaald. In 1995 is het terrein aangevuld. Het terrein vormt een beschermd monument. Ten oosten van het terrein zijn op hoogtekaarten de contouren van een tweede omgracht terrein  te zien.